# Giacomo Durando
Giacomo Durando, född 4 februari 1807, död 21 augusti 1894, var en italiensk militär.
Durando inträdde 1831 i belgiska främlingslegionen och befordrades under strider i Portugal och Spanien 1832-41 mot miguelister och carlister till överste. Under kriget 1848-1849 förde Durando som piemontesisk general befälet över den italienska kår, som vid Vicenza av Radetzky tvingades till kapitulation, och i slaget vid Novara över en piemontesisk division. Under Krimkriget var han krigsminister och 1884-1887 senatspresident.